# Martin Janecký
Martin Janecký (* 29. února 1980 Liberec) je český sklářský umělec. Vytváří sochy pomocí techniky tvarování skla zevnitř žhavé baňky. Svá díla vystavuje pravidelně v Česku i ve světě.

## Život
Martin Janecký začal pracovat se sklem již ve svých třinácti letech ve firmě svého otce v České republice. V roce 1998 absolvoval Střední průmyslovou školu sklářskou v Novém Boru a následně získával zkušenosti například v Jižní Africe, Švédsku, Nizozemsku a především v USA, kde studoval na Pilchuck Glass School u Richarda Royala a Williama Morrise. Je rovněž pedagogem-lektorem. Byl hostujícím umělcem a lektorem v mnoha sklářských programech, jako například ve Studiu Muzea skla v Corningu, sklářské škole v Pilchucku, Penlandské školy řemesel, Univerzity v Tojamě.

V roce 2019 založil vlastní sklářské studio v Praze.

## Dílo
Janecký se věnuje technologii tvarování skla zevnitř žhavé baňky (tzv. inside bubble sculpting), jejíž pomocí vytváří skulptury. Techniku, kterou ovládá jen několik lidí na světě, zdokonalil a přizpůsobil svým nápadům. Zobrazuje především hlavy, figury nebo lebky.
V rámci umělecké rezidence ve Studiu sklářského muzea v Corningu v roce 2017 vytvořil Janecký sérii uměleckých děl inspirovaných oslavami mexického svátku Dne mrtvých, které Janecký několikrát v Mexiku zažil. Přes dvě desítky děl s názvem Día de Muertos byly vystaveny v Heller Gallery v New Yorku v roce 2018.

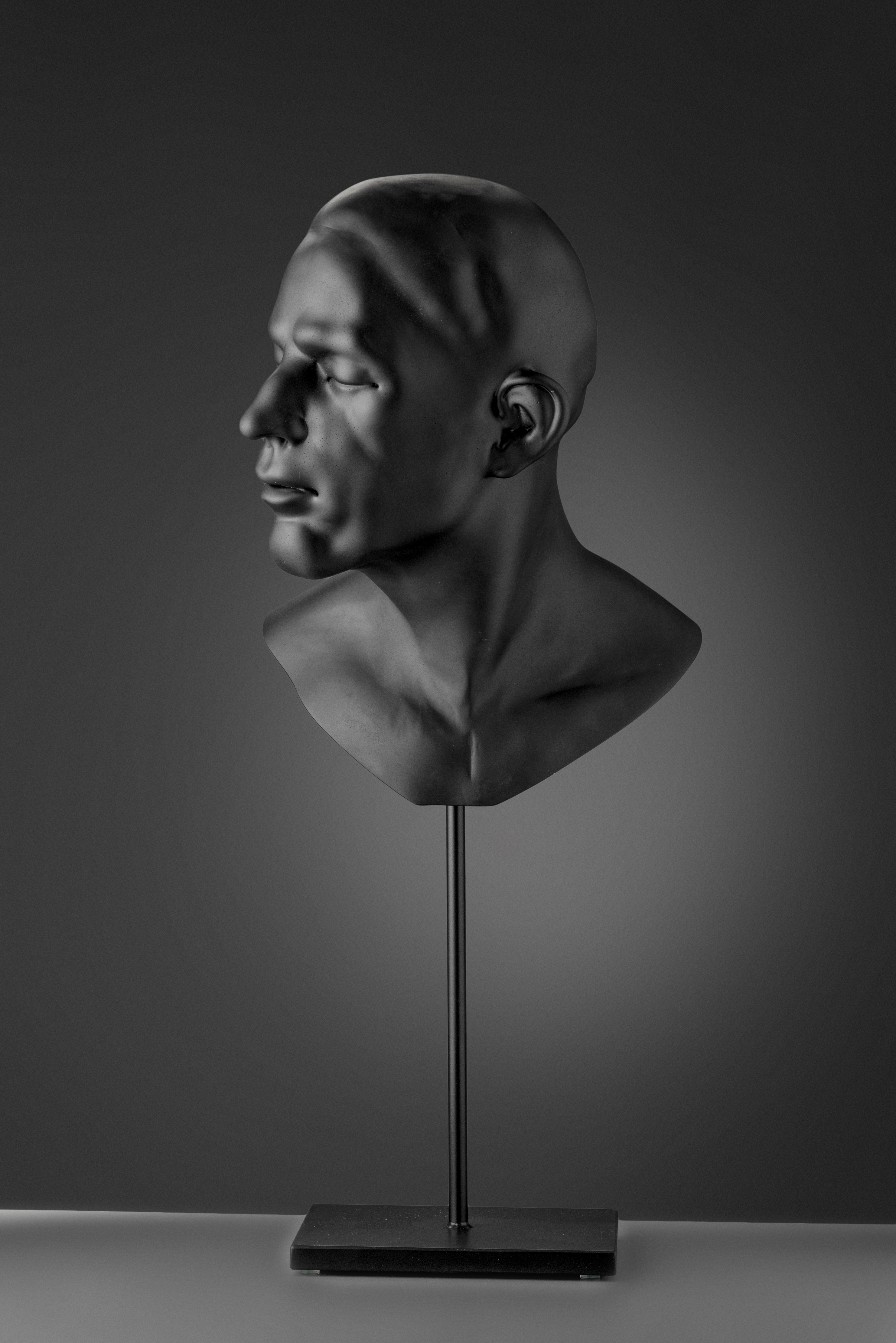
Portrait of a Man, 2018, ručně tvarované sklo, výška 38 cm
Foto: Gabriel Urbánek

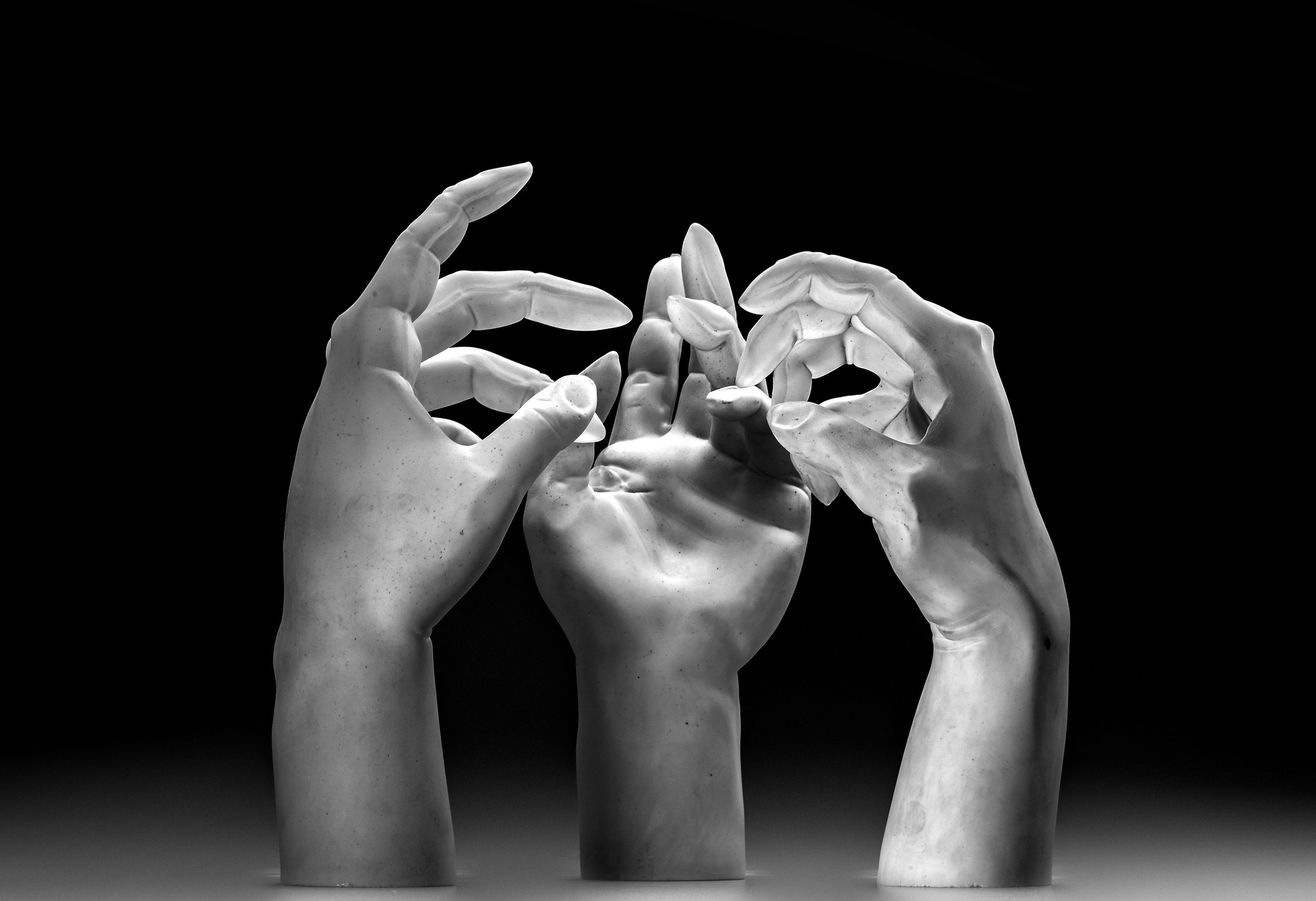
Studie rukou, 2018, ručně tvarované sklo, výška 26 cm
Foto: Gabriel Urbánek

## Vybrané kolektivní a samostatné výstavy

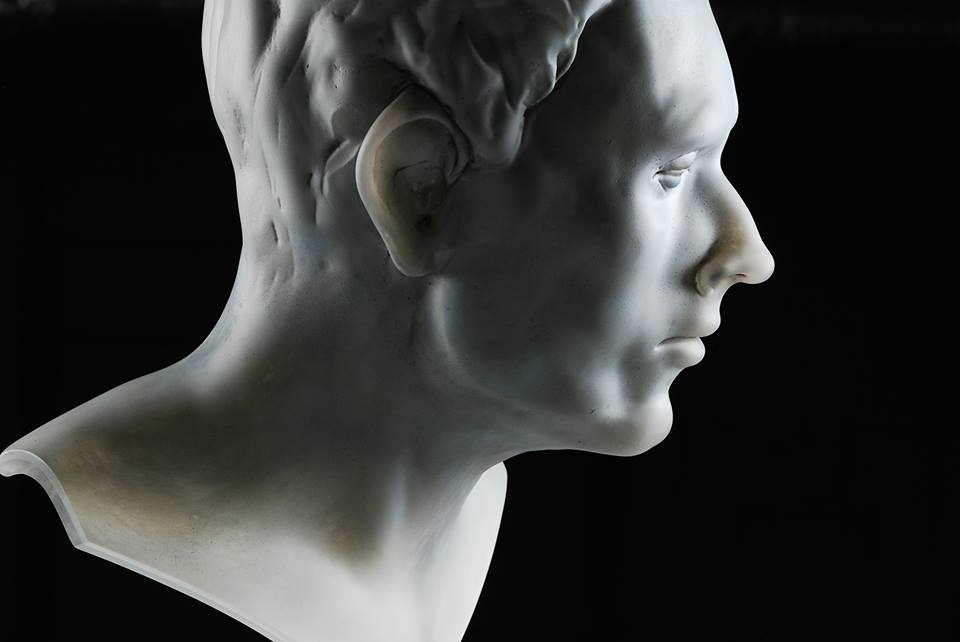
Artwork for SOFA Chicago, 2015, ručně tvarované sklo

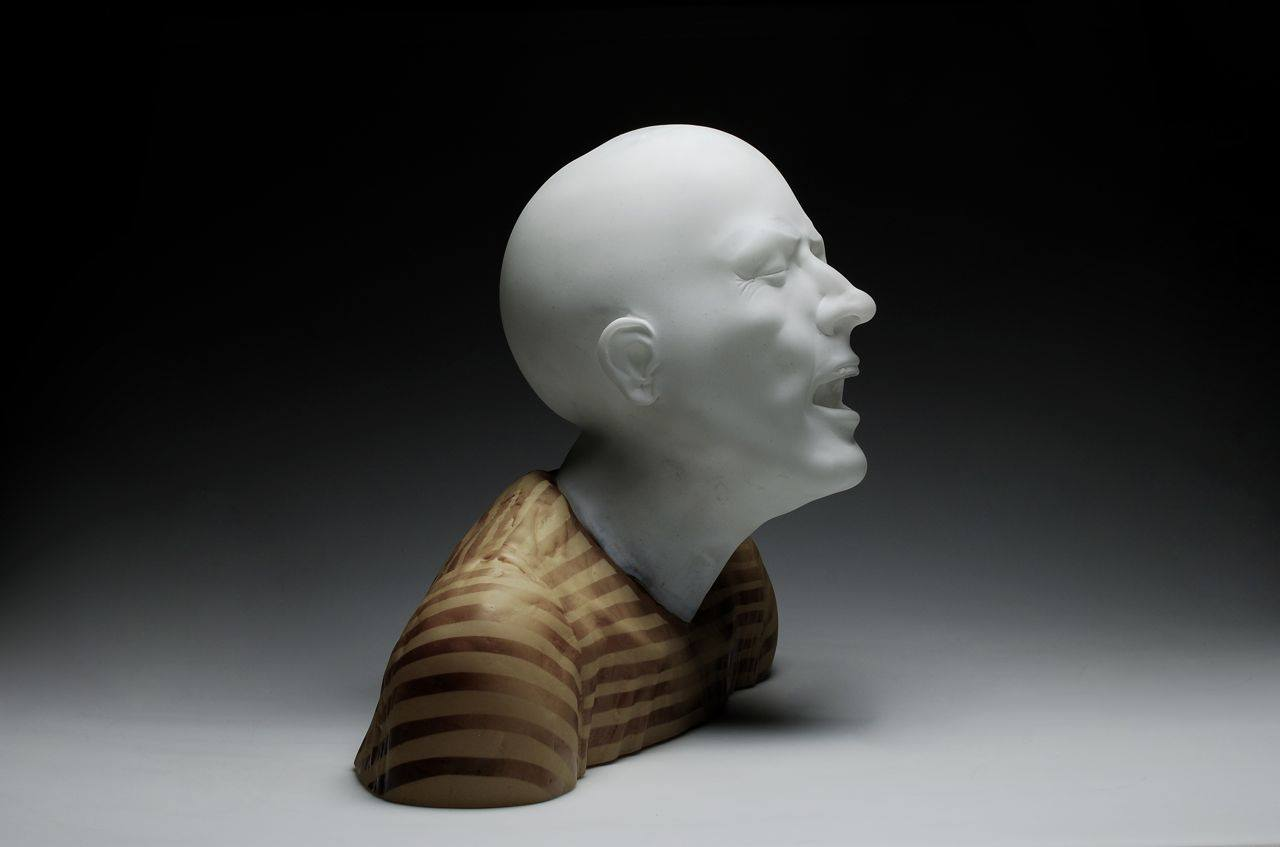
Head, 2014, ručně tvarované sklo

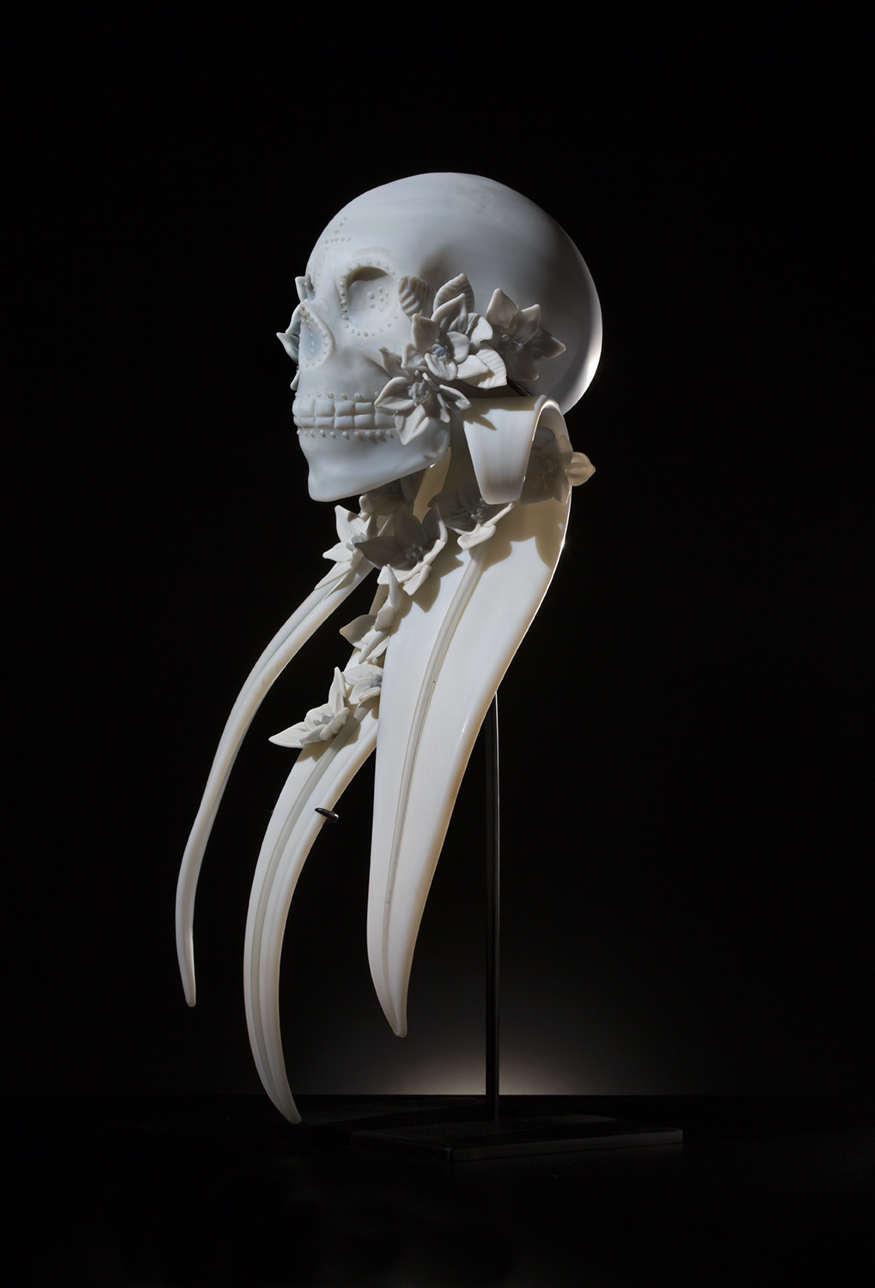
La Palida, Día de Muertos, 2017, ručně tvarované sklo, výška 85 cm
Foto: Russell Johnson

- 2018 Heller Gallery, solo exhibition, NYC, USA
- 2018 Schantz Galleries, MA, USA
- 2018 Kuzebauch Gallery, solo exhibition, Praha, CZ
- 2018 Museum Kampa/ Permanent Exhibition of Contemporary Glass Art, Praha, CZ
- 2018 SOFA Chicago, Heller Gallery, USA
- 2016 23ème Festival international des Arts du Verre, Palau del Vidre, FR
- 2016 Prague NOW!, Praha, CZ
- 2016 Vessel Gallery, London, UK
- 2016 DSC Gallery, Praha, CZ
- 2015 SOFA Chicago, USA
- 2015 ArtPrague, Praha, CZ
- 2015 Slow! Glass! Galerie Kuzebauch, Ambiente, Frankfurt am Main, DE
- 2015 Sklářské muzeum Nový Bor, solo exhibition, Nový Bor, CZ
- 2014 Fort Wayne Museum of Art, Fort Wayne, USA
- 2014 Mesa Arts Center, Mesa, USA
- 2014 Taos Institute for Glass Arts, Taos, USA
- 2014 SOFA Chicago, USA
- 2013 Habatat Galleries, solo exhibition, USA
- 2013 Art Palm Beach, USA
- 2013 SOFA Chicago, Habatat Galleries, USA
- 2012 Art Palm Beach, USA
- 2012 SOFA Chicago, Habatat Galleries, USA
- 2011 Portmoneum - Muzeum Josefa Váchala, Litomyšl, CZ
- 2011 Habatat Gallery, solo exhibition, USA
- 2011 Rising Star Presenter, Wheaton Village Museum of American Glass, Millville, USA
- 2011 Art Palm Beach, USA
- 2011 SOFA Santa Fe, USA
- 2010 New Glass and Photography, Berlin, DE
- 2010 38th International Glass Invitational, Habatat Galleries, USA
- 2010 The International Exhibition of Glass Kanazawa 2010, JP
- 2010 SOFA Chicago, Habatat Galleries, USA
- 2010 Sklářské muzeum Nový Bor, Nový Bor, CZ
- 2009 Habatat Gallery, Chicago, IL
- 2009 Traver Gallery, Tacoma, WA
- 2009 Marta Hewett Gallery, OH
- 2009 Jean-Claude CHapelotte Gallery, Luxembourg
- 2009 Galerie K! Maastricht, Holland
- 2008 Habatat Galleries, Chicago, USA
- 2008 36th International Glass Invitational, Habatat Gallery, USA
- 2008 Habatat Gallery, Chicago, USA
- 2007 35th International Glass Invitational, Habatat Gallery, USA
- 2007 Marta Hewett Gallery, OH, USA
- 2007 Pilchuck Auction, Seattle, WA], USA
- 2007 SOFA Chicago, USA
- 2006 Umění a Řemeslo, Nový Bor, CZ
- 2006 Marta Hewett Gallery, Cincinnati, USA
- 2006 Pilchuck Glass School, Stanwood, USA
- 2006 Pilchuck Auction, Seattle, USA

## Ocenění
- 2010 Collectors Award Dennis and Barbara Dubois, 38th Annual International Glass Invitational Awards Exhibition, Habatat Galleries, USA
- 2008 Art Allience for ContemporaryArt Artist of Month - August
- 2006 Kaiser Foundation Award, Pilchuck Glass School, Seattle, USA
- 2005 Nominace na SAXE Awards for the best TA, Pilchuck Glass School, Seattle, USA
- 2001 Umění a Řemeslo, Novy Bor, CZ